# Juan Antonio Paredes
Juan Antonio Paredes, alcalde provincial del Cuzco, Perú,  fue uno de los promotores del movimiento revolucionario del 25 de mayo de 1809 en Chuquisaca.

## Biografía
En 1805 se vio envuelto en la fracasada insurrección de Cuzco liderada por José Gabriel Aguilar y Manuel Ubalde. Sobrevivió a la represión de sus líderes, al igual que muchos involucrados en el movimiento en Cuzco y La Paz, en razón de que las autoridades al percibir los alcances del mismo resolvieron suspender las averiguaciones.
Paredes se desempeñó como alcalde provincial de Cuzco. Tenía importantes relaciones en Chuquisaca, donde era íntimo amigo del fiscal Miguel López Andreu y del oidor decano José de la Iglesia, y donde tenía un garito, y en los círculos revolucionarios de La Paz, probablemente desde los tiempos en que era cómplice de Aguilar, quien había trabajado por la causa en esa ciudad. 
Al radicalizarse los sucesos que desembocarían en la revuelta del 25 de mayo, el oidor Iglesia envió por Antonio Paredes quien acudió a la ciudad con su sirviente Francisco Ríos y se involucró decididamente en las reuniones de los insurgentes.
Junto con Mariano Michel Mercado, José Benito Alzérreca, José Manuel Mercado, Juan Antonio Álvarez de Arenales, Gregorio Garcia Lanza, Manuel Victorio García Lanza y Bernardo Monteagudo era de los principales promotores del proyecto de conducir el movimiento en el camino de la independencia.
El 25 de mayo se convirtió en uno de los principales líderes de la revuelta. Con su sirviente Francisco Ríos, mulato conocido como el "Quitacapas", repartían dinero y aguardiente a la plebe para enardecerla. Ríos fue uno de sus más violentos protagonistas, haciéndose llamar "su excelencia" y liderando los grupos de cholos. Mulato, o pardo libre como él mismo se definía, era al parecer natural de Río de Janeiro. Supuestamente de profesión peluquero y barbero, era de oficio ladrón, "hombre vago de notoria mala fama", de ahí su sobrenombre.
Arenales, Antonio Paredes y el padre Polanco reclamaron del presidente Ramón García de León y Pizarro la entrega de las armas y ante su negativa el oidor Ballesteros se hizo presente para acompañar la petición como única forma de sosegar el tumulto.

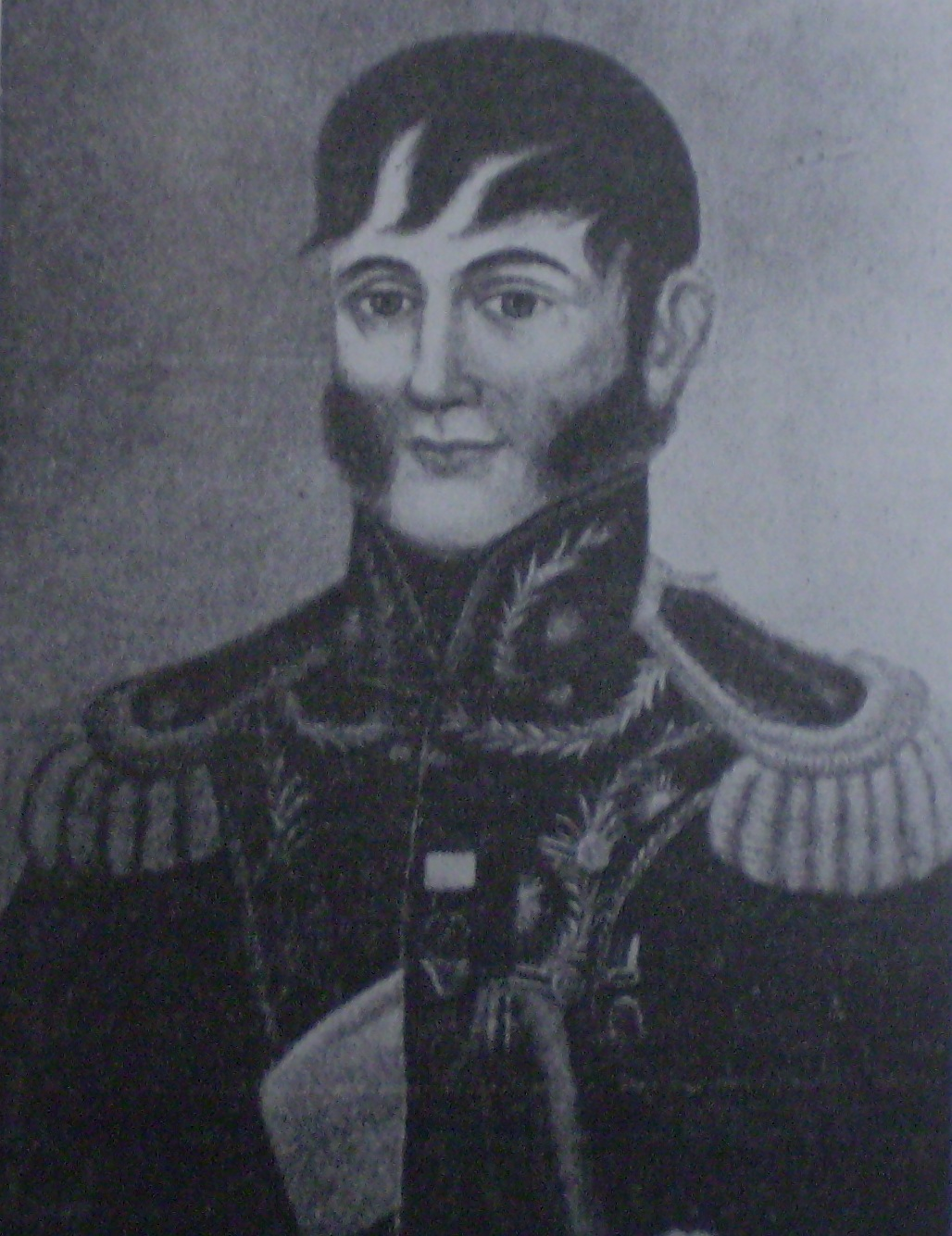
Juan Antonio Alvarez de Arenales.

El Presidente ordenó abrir finalmente la puerta principal y dejó sacar los cañones solicitados, pero iniciada la entrega de los fusiles los manifestantes invadieron el recinto del palacio de gobierno por lo que la guardia abrió fuego, matando a dos de los hombres de Ríos y Paredes e hiriendo a un tercero que moriría poco después.
Paredes tomó rápidamente control de la situación y designó a Ríos como "capitán de los cholos" ordenándole que fuese a la quinta de un tal Paravicini a sacar pólvora que ahí se almacenaba. Cuando Ríos volvió a la plaza con la pólvora, Paredes lo puso a cargo de una esquina de la plaza.
Hizo luego colocar los pequeños cañones de montaña en la esquina de la plaza y en las restantes bocacalles desde las que tenían a tiro la residencia del gobernador intendente. Cargados con piedras efectuaron 92 disparos contra el palacio pero con poco efecto, dado que no tenían suficiente alcance y por el fuego de fusilería de los guardias no podían acercarlos.
Tras rechazar el pedido de su renuncia, García Pizarro sugirió una reunión al día siguiente (26 de mayo) a fin de analizar el problema pero los oidores insistieron en su demanda para evitar "funestos sucesos".
Ante una nueva negativa, se envió una tercera demanda, pero entretanto el pueblo dirigido por Paredes logró a las tres de la madrugada derribar con dos disparos de cañón la puerta falsa de la residencia. Finalmente, en el momento en que los manifestantes se disponían a ingresar Pizarro envió su renuncia.
García Pizarro se entregó a los oidores, y fue detenido en la Universidad. El 26 por la mañana la Audiencia asumía el poder como "Audiencia Gobernadora", nombrando a Álvarez de Arenales como comandante general y al decano de la Audiencia, José de la Iglesia como gobernador de Charcas.
Hasta el momento y tal como era percibido en aquella época al menos en el Río de la Plata e incluso por muchos de sus protagonistas, el movimiento da Chuquisaca no tenía por objeto la independencia sino que por el contrario era inspirado por una ciega adhesión a la causa del rey Fernando y rechazo al enemigo tradicional, Portugal, y la política de los carlotistas. No obstante muchos sí aspiraban a avanzar hacia la independencia, entre ellos Antonio Paredes, Mariano Michel, José Benito Alzérreca, José Manuel Mercado, Álvarez de Arenales, Lanza y Monteagudo.
Con ese objeto disimulado se enviaron emisarios a distintas ciudades: supuestamente con el objeto de transmitir sus leales intenciones para con Fernando VII y llevar a cabo tareas encomendadas por la Audiencia tenían por misión fomentar los sentimientos independentistas entre los habitantes de otras ciudades.
A Cochabamba salieron a principios de junio Mariano Michel, Tomás Alzérreca y Antonio Paredes que viajaba a Lima como agente revolucionario y portador de los documentos para el virrey Abascal y la Real Audiencia de Lima. A La Paz fueron enviados en un primer momento Gregorio Jiménez y Manuel Toro, pero fracasaron en su misión, por lo que se resolvió enviar a Juan Manuel Mercado acompañado de su hermano Michel y Antonio Paredes. En Sicasica, en la ruta a La Paz, se les sumó el cura Antonio Medina. En La Paz ni Medina ni Michel tenían vinculación alguna con los revolucionarios, por lo que fue Paredes quien puso en contacto al comisionado de Charcas y al cura de Sicasica con los conjurados, tras lo que siguió su viaje al Cuzco acompañado de Ríos.
Paredes sobrevivió al fracaso del levantamiento y en 1812 era aún alcalde provincial de Cuzco.
Cuando el cacique Mateo García Pumacahua se pasó al bando revolucionario y proclamó en Cuzco la independencia el 3 de agosto de 1814, Paredes lo siguió recibiendo el grado de capitán. Los caudillos de la revuelta, Pinelo y Muñecas, salieron para reunirse con los insurgentes de Puno, mientras se enviaban emisarios a Oruro, Cochabamba y Potosí, e incluso ante el comandante del ejército de las Provincias Unidas del Río de la Plata el general Rondeau.
Paredes fue enviado a Oruro, de donde debía seguir a Chuquisaca, pero fue detenido en Oruro por José Manuel de Goyeneche, interceptando así los pliegos. Goyeneche lo hizo ahorcar y se le cortó la cabeza, que fue puesta en la torre de la Matriz dentro de una jaula de hierro.
Su esposa fue María Josefa Mendoza de la Rúa.